# Сирмен, Магдалена
Магдалена Лаура Сирмен (Ломбардини) (итал. Maddalena Laura Sirmen (Lombardini), 9 декабря 1745, Венеция, Италия — 18 мая 1818, Венеция, Италия) — итальянская скрипачка, ученица Джузеппе Тартини, оперная певица, композитор и музыкальный деятель. Магдалена Лаура Сирмен высоко ценилась при жизни в качестве инструменталиста-виртуоза, особенно в Париже и Лондоне. Её собственные сочинения получили высокую оценку современников.

## Биография
Родилась в Венеции 9 декабря 1745 года в бедной семье, хотя и гордившейся благородным происхождением. Начала заниматься музыкой в возрасте семи лет. Магдалена Лаура получила музыкальное образование в родном городе, в Ospedale dei Mendicanti (куда поступила в 1753 году). Она изучала здесь пение, клавесин, скрипку и теорию музыки. В это же время она брала уроки игры на скрипке у Джузеппе Тартини, посещая его в Падуе. Сохранилось письмо Джузеппе Тартини от 5 марта 1760 года, в котором он рассказывает ей о приёмах игры на скрипке. Это письмо было написано до личного знакомства Джузеппе Тартини с Магдаленой. В 1767 году закончила Ospedale dei Mendicanti и получила возможность начать самостоятельную музыкальную карьеру в Венеции.
Осенью 1767 года вышла замуж за скрипача Людовико Сирмена (Ludovico Sirmen, 1738-1812 годы жизни). Сразу после заключения брака супруги отправились в совместное концертное турне. Они проживали и давали концерты как скрипачи-виртуозы в Фаэнце, Турине, а с лета 1768 года в Париже. В Париже она опубликовал свои первые композиции (шесть трио, ор.1; шесть струнных квартетов). Начиная с 1771 года Магдалена Лаура Сирмен давала свои концерты и путешествовала уже без супруга. Три раза (1771, 1772, 1773 годы) она выступала как скрипачка в Лондоне. Её дебют состоялся во время исполнения оратории «Gios Re di Giuda» Иоганна Христиана Баха в королевском театре 10 января 1771 года. Исполнение собственного скрипичного концерта Магдаленой Сирмен музыкальные критики оценили как триумф. В качестве певицы она выступала в Лондоне (впервые в 1773 году и сразу на сцене Королевского театра), Дрездене и Санкт-Петербурге. Оценка её вокальных способностей музыкальными критиками была сдержанной, высказывалось мнение, что вокал только отвлекает её от совершенствования в игре на скрипке. В России она работала вместе с мужем на постоянной основе с весны 1783 по сентябрь 1784 года, выступая в качестве скрипачки и певицы на императорской сцене при дворе Екатерины II.
Во время своего последнего выступления в Париже в 1785 году Магдалена Сирмен не смогла повторить прежний успех в качестве скрипачки (критики утверждали, что её манера игры устарела и не соответствует духу времени, хотя к технической стороне исполнения замечаний не было) и приняла решение закончить свою сольную карьеру. Она вернулась в Италию, жила сначала в Равенне, а с 1789 в Венеции, где и умерла 18 мая 1818 года.
- Ospedale di San Lazaro e dei Mendicanti, где училась Магдалена Сирмен.
- Джузеппе Тартини.
- Императрица Екатерина II в 80-е годы XVIII века.

## Репертуар
Относительно мало известно о скрипичном репертуаре Магдалены Сирмен. Музыковеды предполагают, что она играла обычно свои собственные композиции. Источники сообщают о «скрипке соло» или «концерте на скрипке», но редко упоминают исполняемые произведения. Известно, что она сыграла в Лондоне в 1772 году сочинения Джованни Батиста Чирри и Иоганна Батиста Вендинга. В мае 1785 года исполнила два концерта Джованни Баттиста Виотти в концерте в Париже.
Как певица она выступила в Лондоне в следующих ролях на сцене: Эльвира в опере «Сид» Антонио Саккини, Амур в «Орфее» Кристофа Виллибальда Глюка. Она также пела в операх «Sofonisba» Маттиа Венто и «La Buona figliuola» Никколо Пиччинни, выступала в Сиене и Павии, исполняя партию Эльвиры в «Ezio» Пьетро Алессандро Гульельми, а в Пизе пела в опере «Gli errori di Telemaco» Джузеппе Гаццаниги.

## Сочинения
- Соната для скрипки и Basso continuo A-Dur.
- Шесть струнных трио для двух скрипок и облигатной виолончели, op. 1.
- Три концерта для скрипки и оркестра, op. 2.
- Шесть концертов для скрипки и оркестра, op. 3.
- Шесть квартетов для двух скрипок, альта и баса.
- Шесть дуэтов для двух скрипок, посвященные Duc de Gloucester, op. 5.
- Шесть сонат для двух скрипок, op. 4.

Прижизненные транскрипции её сочинений:
- Шесть концертов в транскрипции для клавесина, осуществленной Signor Giordani.